# Scott Sanders
Scott Sanders é um produtor de televisão e produtor teatral. Vencedor de um Tony Award e um Emmy Award, nos palcos é conhecido por adaptar o romance The Color Purple de Alice Walker para uma versão musical.